# Malcolmia littorea
Malcolmia littorea, comummente conhecida como goivinho-da-praia ou goivo-da-praia, é uma espécie de planta com flor pertencente à família das Crucíferas e ao tipo fisionómico dos caméfitos.

## Descrição
De acordo com a descrição dada por António Xavier Pereira Coutinho, trata-se de uma planta perene, multicaule e lenhosa na base. Os caules podem medir entre 10 a 40 centímetros de altura, são erectos ou ascendentes. Revestem-se de um tomento estrelado branco-acinzentado e denso. 
As folhas têm um feitio linear-oblongado ou linear-espatulado, são obtusas, podendo ser inteiras ou sub-inteiras.
Contam com racimos, capazes de albergar entre 5 a 20 flores. Os pedicelos medem entre 2 a 6 centímetros. As sépalas medeme ntre 6 a 10 milímetros, as laterais são gibosas na base. As pétalas, por seu turno, podem medir entre 15 a 22 milímetros, apresentando uma coloração que se matiza entre o rosa e o lilás, com uma mancha na unha da pétala, de coloração branco-amarelada ou mesmo inteiramente branca.
Os nectários são de formato semicircular e encontram-se soldados aos pares. Durante a fase da frutificação, o estigma pode chegar a medir até 5 a 9 milímetros.
Os frutos são erecto-patentes ou um pouco flexuosos, quando atingem a madurez. Têm um formato de secção circular, ligeiramente torulosos.
As sementes são ovóides ou oblongas, no que toca ao feitio, reticulado-rugosas, no que toca à textura, castanho-escuras, quanto à coloração.

## Distribuição
Marca presenta na zona Ocidental da Orla Mediterrânica.

### Portugal
Trata-se de uma espécie presente no território português, nomeadamente em Portugal Continental. Mais concretamente, está presente ao longo da costa portuguesa, desde o Noroeste ocidental; em todas as zonas do Centro-Oeste; em todas as zonas do Centro-Sul; Sudoeste setentrional; no Sudoeste meridional; e em todas as zonas do Algarve.
Em termos de naturalidade é nativa da região atrás indicada.

### Ecologia
Trata-se de uma espécie costeira que medra mormente nas areias litorais, especialmente nas dunas primárias e secundárias.

## Protecção
Não se encontra protegida por legislação portuguesa ou da Comunidade Europeia.

## Taxonomia
A autoridade científica da espécie é (L.) R.Br., tendo sido publicada em Hort. Kew. ed. 2 4: 121, no ano de 1812.

## Citologia
O número de cromossomas de Malcolmia maritima (Fam. Cruciferae) e táxones infraespecíficos é n=8; 2n=16

## Etimologia
Quanto ao nome científico desta espécie:
- O nome genérico, Malcolmia, foi outorgado em honra de William Malcolm († 1798), jardineiro e viverista em Kennington (Inglaterra) ou, porventura, o sobrinho William Malcolm (1769?-1835), director do viveiro de Kensington Gardens (Inglaterra).[11]
- O epíteto específico, littorea, provém do étimo latino lītŏrĕus[12] e significa "no litoral, próximo do mar".[13]

Quanto ao nome popular, desta espécie:
- O nome «goivo» provém do étimo latino gaudĭum[14], que significa «alegria; gáudio», tratando-se também de uma designação comum de várias espécies de Crucíferas, com flores coloridas, amiúde cultivadas como decorativas, dentre as quais se destaca a Cheiranthus cheiri. [15]

## Sinonímia
Os sinónimos aceites desta espécie são:
- Cheiranthus littoreus L.[1]
- Cheiranthus nodosus Lam.
- Cheiranthus trilobus L.
- Malcolmia alyssoides DC.
- Malcolmia multicaulis Pomel
- Maresia littorea (L.) F. Dvořák
- Wilckia littorea (L.) Druce